# Pelagalls
Pelagalls és una entitat de població del municipi Els Plans de Sió a la comarca de la Segarra. El 2006 tenia 28 habitants. Situat al sud de Les Pallargues i a l'esquerra del riu Sió. De la seva església parroquial romànica de Sant Esteve depenen Sisteró, Golonó i Queralt de Meca. Al segle xix formava municipi amb Sisteró.

## Llocs d'interès

### Monuments
- Marcio: En 2019 l'Artista i veí, Albert Cantero,[2] va donar una escultura dedicada al pastor romà Marcio. Segons la llegenda Marcio havia de portar un missatge al senat i només es va aturar un moment per treure's una espina que tenia clavada al peu. Actualment l'escultura se situa al mirador al costat de l'església.

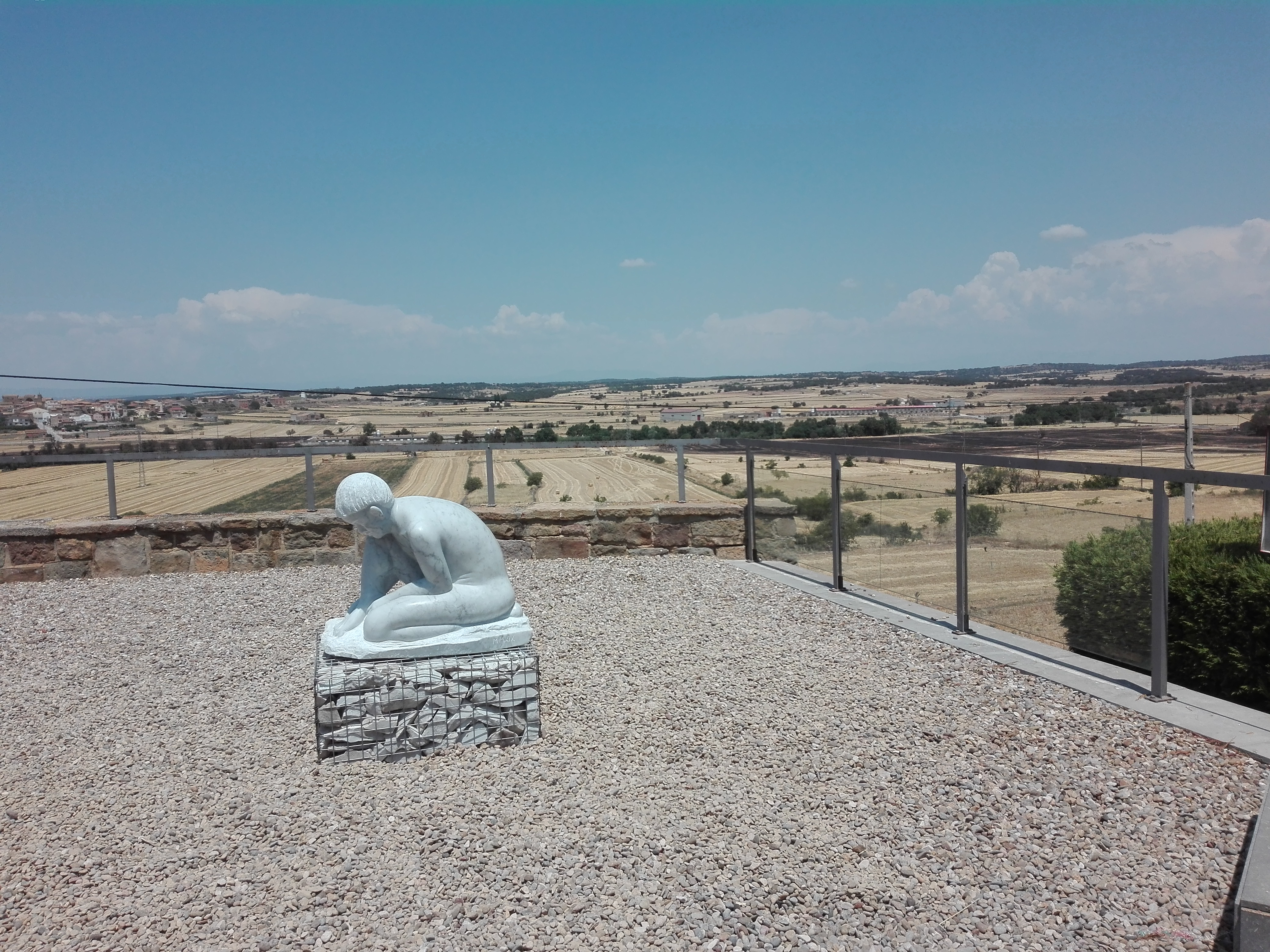
L'escultura dedicada al pastor Marcio situat al bell mig del mirador

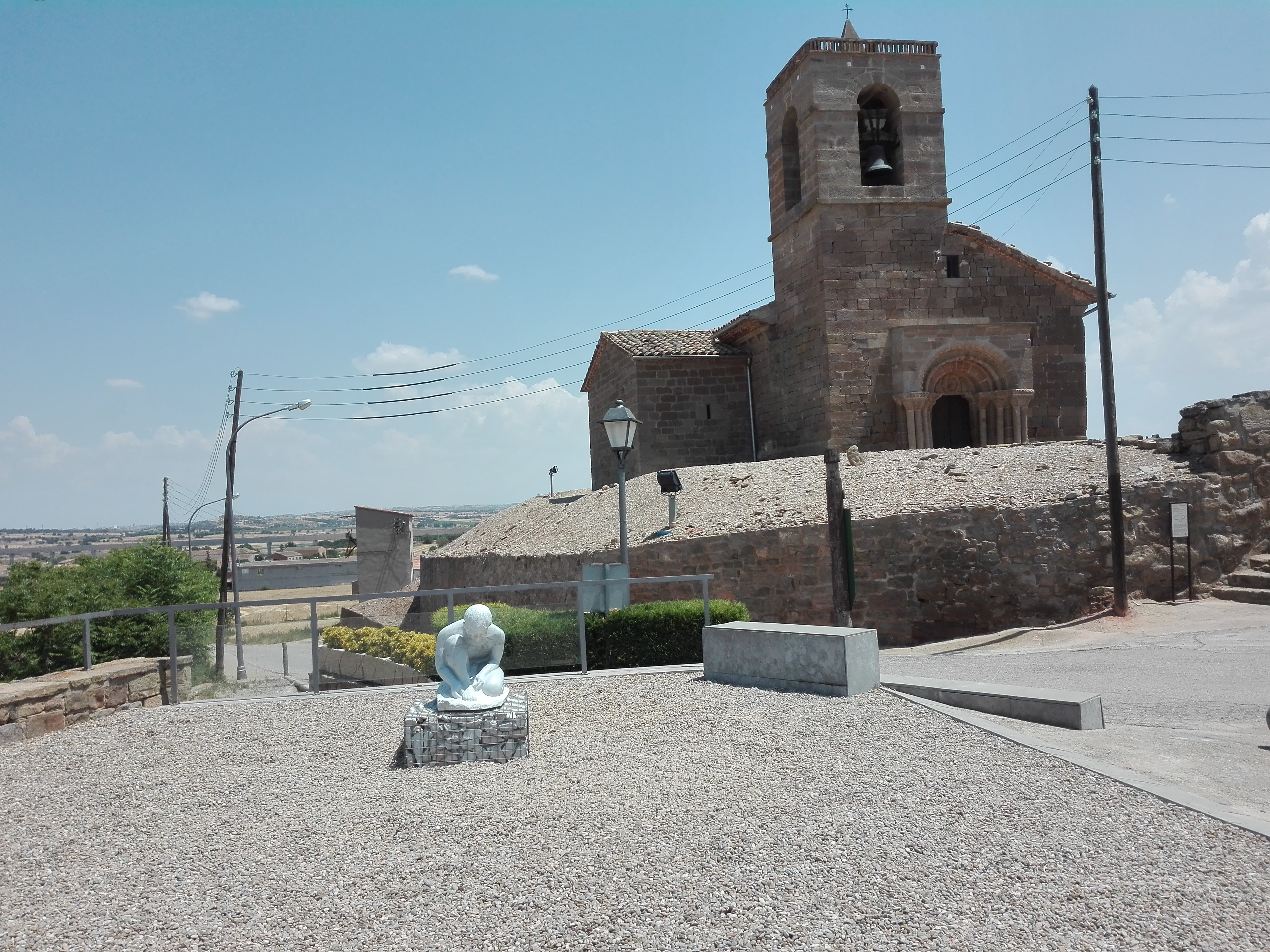
L'escultura dedicada al pastor Marcio amb l'església Sant Esteve de Pelagalls de fons